# Simone Benmussa
Simone Benmussa (Tunisi, 10 luglio 1931 – Parigi, 5 giugno 2001) è stata una scrittrice e direttrice teatrale francese; una delle sue opere più conosciute è La singolare vita di Albert Nobbs.

## Biografia
Nacque in una famiglia ebrea di Tunisi e frequentò la scuola cattolica privata Notre-Dame de Sion. Studiò filosofia alla Sorbona ed ha frequentato anche Istituto di studi politici di Parigi. Ha continuato a lavorare in vari teatri con Jean-Louis Barrault. Dal 1957 al 1989 è stata caporedattore di Les Cahiers Renaud-Barrault. Quando il presidente francese Charles De Gaulle rimosse Barrault dalla direzione dell'Odéon-Théâtre de l'Europe a causa del suo sostegno alla rivolta studentesca del 1968, la Benmussa fu incaricata delle opere teatrali presso l'editore Éditions Gallimard.
Sebbene abbia scritto le proprie commedie teatrali, la Benmussa era forse più nota conosciuta per il suo spettacolo La singolare vita di Albert Nobbs, basato su un racconto di George Moore. La sua opera teatrale è stata tradotta in inglese ed eseguita a Londra e New York City. Ha anche sviluppato opere teatrali dai lavori di Henry James, Sigmund Freud, Virginia Woolf, Tolstoy, Nathalie Sarraute, Edith Wharton, Gertrude Stein ed altri.
Benmussa morì di cancro a Parigi, all'età di 69 anni.

## Scritti
Ha pubblicato diversi libri:
- Eugène Ionesco, essays (1966)
- Le Prince répète le prince, novel (1984)
- Qui êtes-vous, Nathalie Sarraute, essays (1987)

E prodotto un film documentario Regards sur Nathalie Sarraute nel 1978

## Onorificenze
Ha ricevuto un Obie Award e il Prix de la révélation théâtrale de l'année du Syndicat de la critique.